# Lithocarpus philippinensis
Lithocarpus philippinensis är en bokväxtart som först beskrevs av A.Dc., och fick sitt nu gällande namn av Alfred Rehder. Lithocarpus philippinensis ingår i släktet Lithocarpus och familjen bokväxter.
Artens utbredningsområde är Filippinerna. Inga underarter finns listade.